# Letňany
Letňany är sedan 1968 en stadsdel i Tjeckiens huvudstad Prag. Sedan 1968 tillhör den stadsdistriktet (městský obvod) Prag 9 och sedan 1990 utgör den en stadsdelskommun (městská část) som sedan 2002 heter Prag 18 (Praha 18). Letňany ligger 276 meter över havet och antalet invånare är 15 862.